# Herr Gott, dich loben alle wir

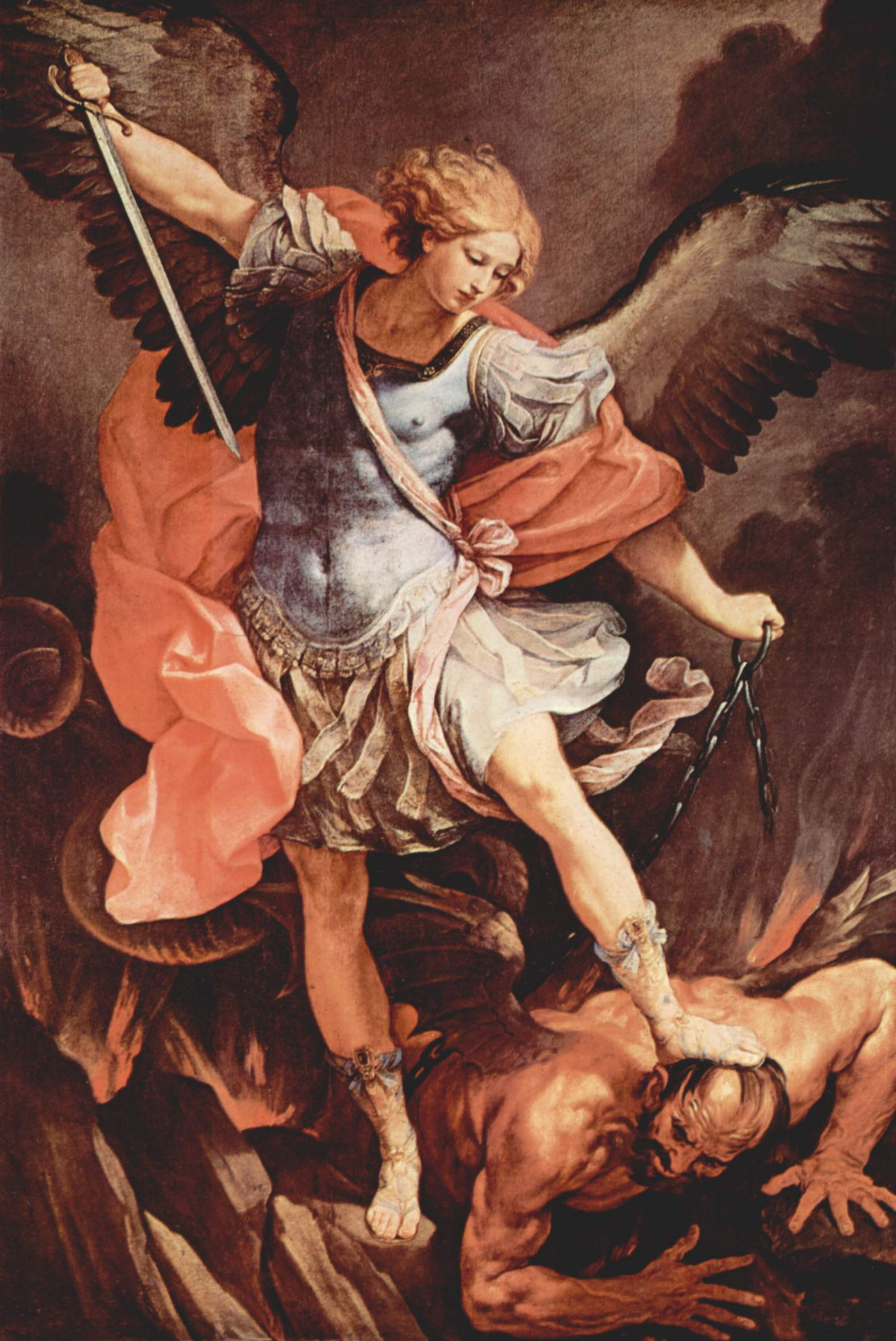
Der Erzengel Michael, von Guido Reni, Santa Maria della Concezione, Rom, 1636

Herr Gott, dich loben alle wir (BWV 130) ist eine Kirchen-Kantate von Johann Sebastian Bach. Er komponierte sie 1724 in Leipzig für das Fest Michaelis und führte sie am 29. September 1724 erstmals auf.

## Geschichte und Worte
Bach komponierte die Kantate in seinem zweiten Amtsjahr in Leipzig für das Fest des Erzengels Michael und aller Engel am 29. September. In Leipzig fand an diesem Tag eine Handelsmesse statt. Bach komponierte in diesem Jahr einen Zyklus von Choralkantaten, den er am 1. Sonntag nach Trinitatis begonnen hatte. Die vorgeschriebenen Lesungen für den Sonntag waren Offb 12,7–12 , Michaels Kampf mit dem Drachen, und Mt 18,1–11 , „den Kindern gehört das Himmelreich, ihre Engel sehen das Angesicht Gottes“.
Die Kantate basiert auf dem Lied in zwölf Strophen von Paul Eber (1554), einer Umdichtung von Philipp Melanchthons lateinischem „Dicimus grates tibi“. Jede Strophe hat vier Zeilen. Die Melodie wurde zuerst 1551 im Genfer Psalter gedruckt. Sie wird Loys Bourgeois zugeschrieben und ist in der englischsprachigen Welt sehr bekannt als Melodie der kleinen Doxologie „Praise God, from whom all blessings flow“.

## Besetzung und Aufbau
Die Kantate ist festlich besetzt mit vier Solisten (Sopran, Alt, Tenor und Bass), vierstimmigem Chor, drei Trompeten, Pauken, Flauto traverso, drei Oboen, zwei Violinen, Viola und Basso continuo.
1. Chorale: Herr Gott, dich loben alle wir
2. Recitativo (Alt): Ihr heller Glanz und hohe Weisheit zeigt
3. Aria (Bass): Der alte Drache brennt vor Neid
4. Recitativo (Sopran, Tenor): Wohl aber uns, daß Tag und Nacht
5. Aria (Tenor): Laß, o Fürst der Cherubinen
6. Chorale: Darum wir billig loben dich

## Musik
Im Eingangschor lässt Bach einander in Chören zusingen, indem er verschiedenen Instrumentengruppen verschiedene Themen zuordnet, den Streichern, den Oboen und den Trompeten, in der festlichen Besetzung, die in Leipzig an den hohen Feiertagen wie zum Beispiel Weihnachten üblich war. Mincham stellt im Vergleich zu den 15 Eingangschören der bisherigen Kantaten des Zyklus fest, dass dieser der am üppigsten instrumentierte ist und von höchst extrovertiertem festlichen Charakter („... the most lavishly scored chorus so far and certainly the most extrovertly festive in character“).
In Satz 3 begleiten Trompeten und Pauken den Bass in einem Bild des Kampfes gegen den „alten Drachen“. Ein sanftes Duett von Sopran und Tenor erinnert an die Schutzengel, die Daniel in der Löwengrube und die drei Männer im Feuerofen retten. John Eliot Gardiner assoziiert die Flötenstimme in einer Gavotte für Tenor mit der Szene, in der Elias durch Engel zum Himmel fährt. Der Schlusschoral wird erneut von den Trompeten dominiert.

## Einspielungen
- Les Grandes Cantates de J.S. Bach Vol. 17. Fritz Werner, Heinrich-Schütz-Chor Heilbronn, Pforzheimer Kammerorchester, Friederike Sailer, Claudia Hellmann, Helmut Krebs, Jakob Stämpfli. Erato, 1961.
- Ansermet conducts Bach, Cantatas No. 130, No. 67, excerpts from No. 101. Ernest Ansermet, Chœur Pro Arte de Lausanne, Orchestre de la Suisse Romande, Elly Ameling, Helen Watts, Werner Krenn, Tom Krause. Decca, 1968.
- Die Bach Kantate, Vol. 17. Helmuth Rilling, Figuralchor der Gedächtniskirche Stuttgart, Bach-Collegium Stuttgart, Kathrin Graf, Gabriele Schnaut, Adalbert Kraus, Wolfgang Schöne. Hänssler, 1974.
- Bach Cantatas Vol. 5. Karl Richter, Münchener Bach-Chor, Münchener Bach-Orchester, Edith Mathis, Trudeliese Schmidt, Ernst Haefliger, Peter Schreier. Archiv Produktion, 1978.
- J.S. Bach: Das Kantatenwerk, Folge 32 – BWV 128–131. Nikolaus Harnoncourt, Tölzer Knabenchor, Concentus Musicus Wien, Solist des Tölzer Knabenchor, Kurt Equiluz, Walter Heldwein. Teldec, 1981.
- J.S. Bach: Complete Cantatas, Vol. 10. Ton Koopman, Amsterdam Baroque Orchestra & Choir, Caroline Stam, Michael Chance, Paul Agnew, Klaus Mertens. Antoine Marchand, 1998.
- Bach Edition Vol. 9 – Cantatas Vol. 4. Pieter Jan Leusink, Holland Boys Choir, Netherlands Bach Collegium, Ruth Holton, Sytse Buwalda, Knut Schoch, Bas Ramselaar. Brilliant Classics, 1999.
- Bach Cantatas Vol. 7: Ambronay / Bremen / For the 14th Sunday after Trinity / For the Feast of St Michael and All Angels. John Eliot Gardiner, Monteverdi Choir, English Baroque Soloists, Malin Hartelius, Richard Wyn Roberts, James Gilchrist, Peter Harvey. Soli Deo Gloria, 2000.
- J.S. Bach: Cantatas Vol. 33 – BWV 41, 92, 130. Masaaki Suzuki, Bach Collegium Japan, Yukari Nonoshita, Robin Blaze, Jan Kobow, Peter Kooij. BIS, 2005.